# غازي عنتاب سبور
نادي غازي عنتاب سبور هو نادٍ رياضي تركي تأسس عام 1969 وانحل عام 2020. كان يلعب في الدوري التركي الدرجة الثانية.

## وصلات خارجية
- (بالتركية) الموقع الرسمي